# 中國協會
中國協會（英語：China Association），該組織是英國商人協會，成立的主要目的是代表在與中國、香港和日本進行貿易的英國公司，捍衛其利益。該協會的成員包括代表大型陶瓷公司如太古集團的代表、怡和洋行、Paton & Baldwins、以及殼牌石油公司等；此外，還包括曾在遠東工作的國會議員、退休的領事和軍事官員。
該協會的主要職責在於代表其會員，向英國政府和相關中國當局進行遊說，以維護其成員的商業利益。經常會與倫敦商會、地方商會以及英國工業聯合會等組織聯合行動。

## 基金會
1889年3月4日，在倫敦茅草屋俱樂部為「與遠東有聯繫的紳士」舉行的就職晚宴上，提出了成立「中國協會」的提議。1889年4月11日，中國協會在一次會議上正式成立，首任主席為阿爾弗雷德·登特爵士。1890年3月，中國協會舉辦了第一屆年會，首年吸引了111名會員加入。協會的官員選舉每年舉行一次。 該協會的資金來源包括入會費、會員會費和捐款，這些資金由香港上海匯豐銀行管理。

## 發展
1892年至1893年期間，向香港、中國和日本的英國居民發出了建立分支機構的邀請。上海委員會於1892年12月成立，橫濱委員會於同年成立，而香港委員會則於 1893年6月成立。到了1895年，會員人數已超過400名，其總務委員會被視為代表英國在華商業利益的公認代表。

## 鼓勵中文學習
1898年，中華會館成立法團實用國文學校。1917年，該學校併入東方學院，開始教授普通話。

## 部門
到了1900年，中華會館內部出現了分裂，這是因為該協會對英國政府的戰略產生了分歧。當時，受到來自俄羅斯、法國和日本等國商業競爭日益加劇的影響，總務委員會和上海委員會的一些成員開始認為，中華會館對外交部的影響力被誇大了，英國政府未能有效代表英國商業在中國的利益。因此，他們認為需要通過公眾壓力來促使政府採取行動。
在這種背景下，愛德華·艾克羅伊德爵士提出了改變策略，將協會重組為“聯盟”。然而，這一提案遭到了否決。於是，持不同意見的人們成立了中國同盟，由R.A. 耶爾伯格（Yerburgh）擔任主席，喬治·賈米森（George Jamieson）擔任秘書。
到了1903年4月，上海委員會呼籲中華會館與中國同盟合併。雖然召開了一次特別股東大會，但該提案再次以微弱多數被否決。最終，中國同盟和中華會館確實實現了合併。

## 二戰結束後
第二次世界大戰結束後，隨著共產黨在中國的進展以及國民黨對上海等重要城市的封鎖，中國協會致力於提醒英國政府關注在日益困難的環境中運營的英國公司。在1950年至1952年期間，許多英國公司紛紛離開中國，協會積極採取行動，確保政府採取正式措施，以保護英國的資產和利益，同時滿足可能出現的賠償要求。

## 目前
中國協會依然存在。每季度，它都會舉辦午餐會，邀請知名演講嘉賓，分享他們對中國的看法、見解和智慧。安德魯·伯恩斯爵士擔任主席，詹姆斯·理查茲則擔任副主席。該協會由英中貿易協會（CBBC）管理。

## 檔案
該協會的檔案被保存在倫敦的東方和非洲研究學院。

## 延伸閱讀
- N.A. Pelcovits, Old China Hands and the Foreign Office, (New York, 1948);
- R. Birdman, Britain and the People's Republic of China 1949- 1974, (London 1976).

## 外部連結
- 有关中國協會在德国经济学中央图书馆（ZBW）20世纪新闻档案中的Documents and clippings about。